# Myobia musculi

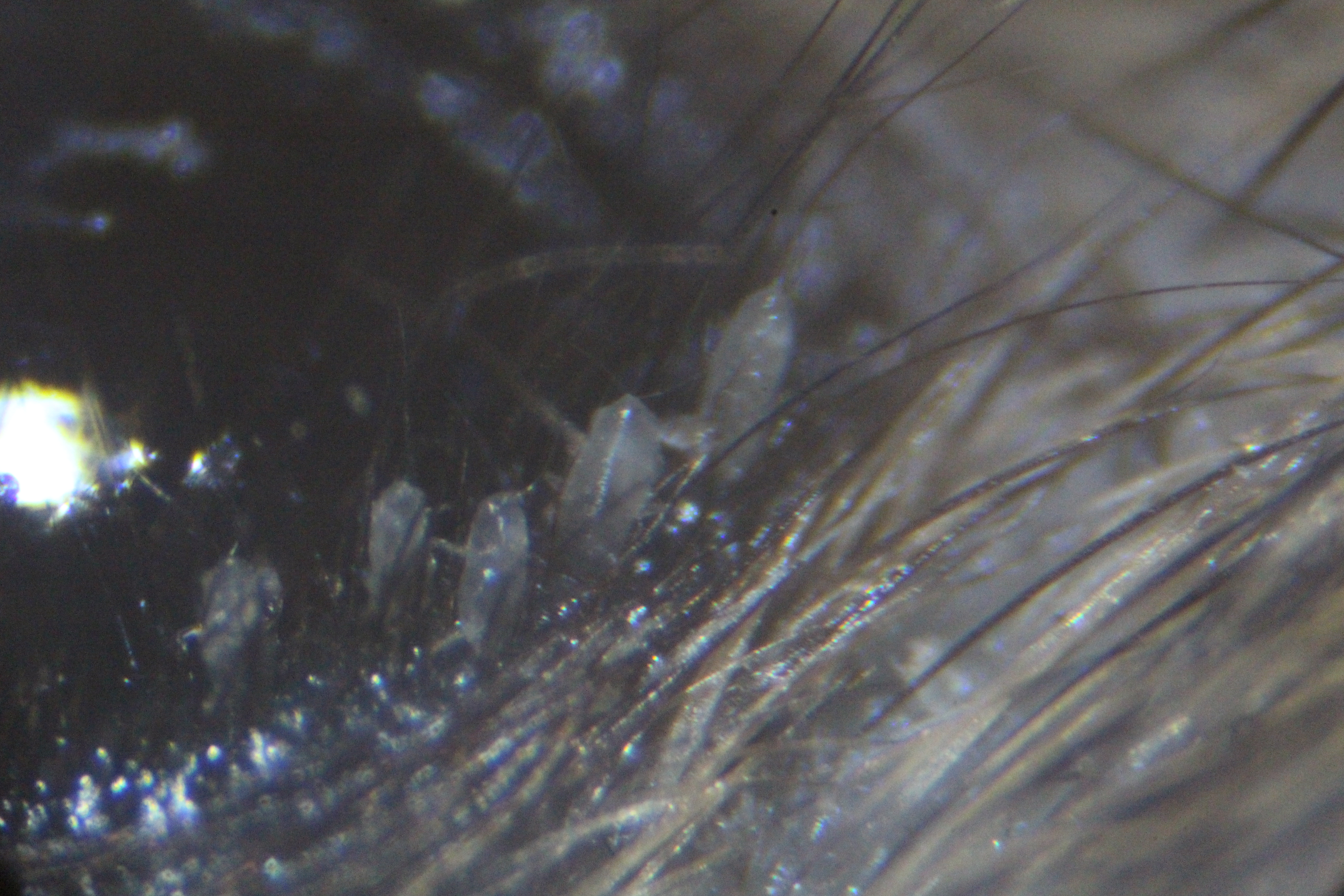
Myobia musculi в мишачих повіках

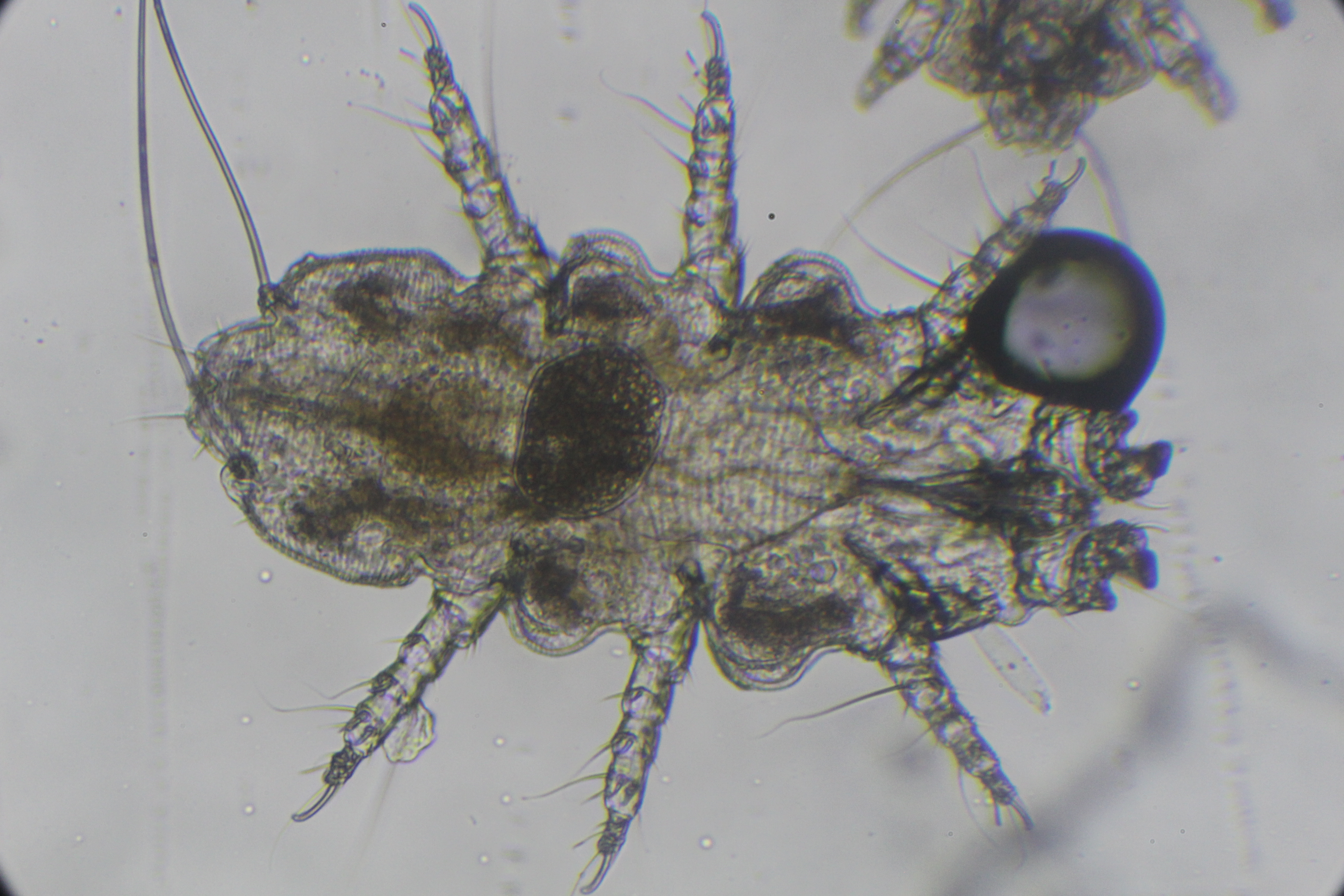
Myobia musculi самиця з незаплідненою яйцеклітиною

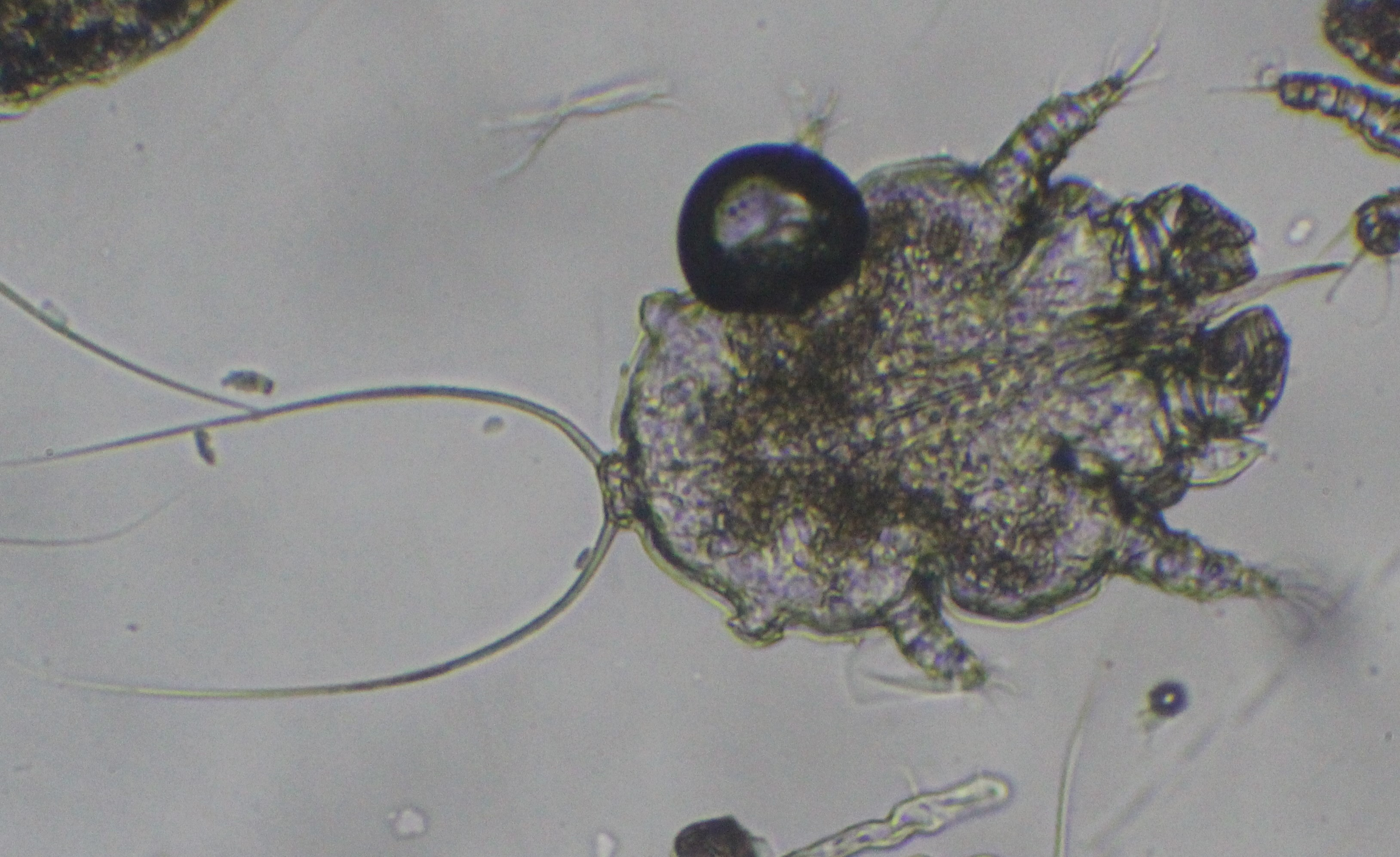
Маленький кліщ міобія мускулі

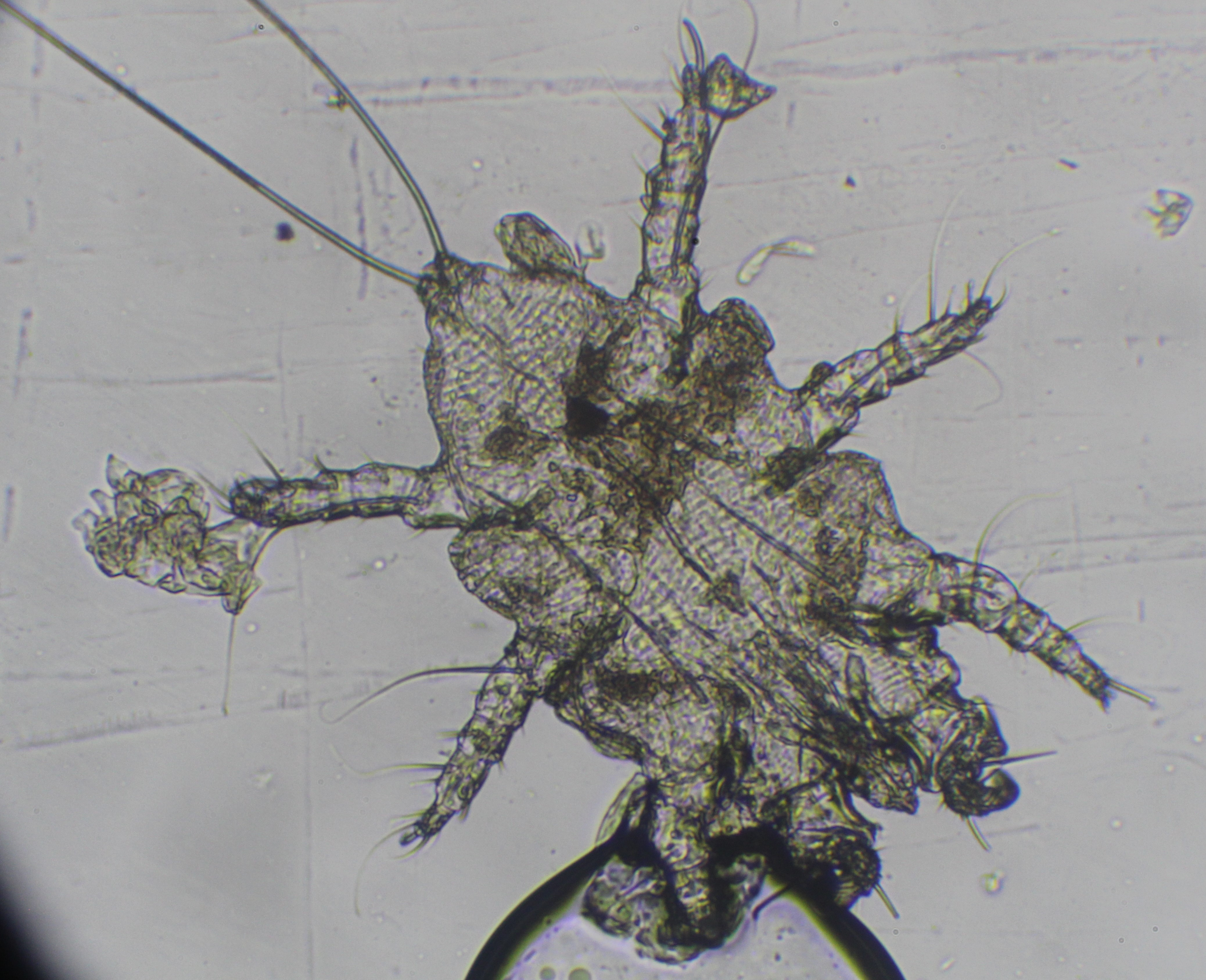
Самець кліща міобія мускулі

Myobia musculi — це різновид хутрового кліща який паразитує на домових мишах. Це дуже маленька істота яку можливо роздивитись лише в мікроскоп. Кліщ харчується рідиною із шкіри. Кліщ живе на голові та в бровах домової миші. Майже все своє життя кліщ існує занурившись головою у шкіру тварини. Кліщ поширює небезпечні для мишей хвороби, збудники яких існують в середині кліща. Лікування хворих тварин антибіотиками може не надавати бажаного ефекту, тому що збудники можуть не потрапити під дію ліків перебуваючи в середині кліща. Це становить загрозу для здоров'я тварин та наносить шкоду селекціонерам декоративних та лабораторних мишей. Позбавитись від кліща можливо за допомогою івермектину який ін'єктують під шкіру мишам. Кліщ двостатева істота, має самку та самця, самка відкладає яйце яке закріплює на волоссі тварин.